# Shabdiz

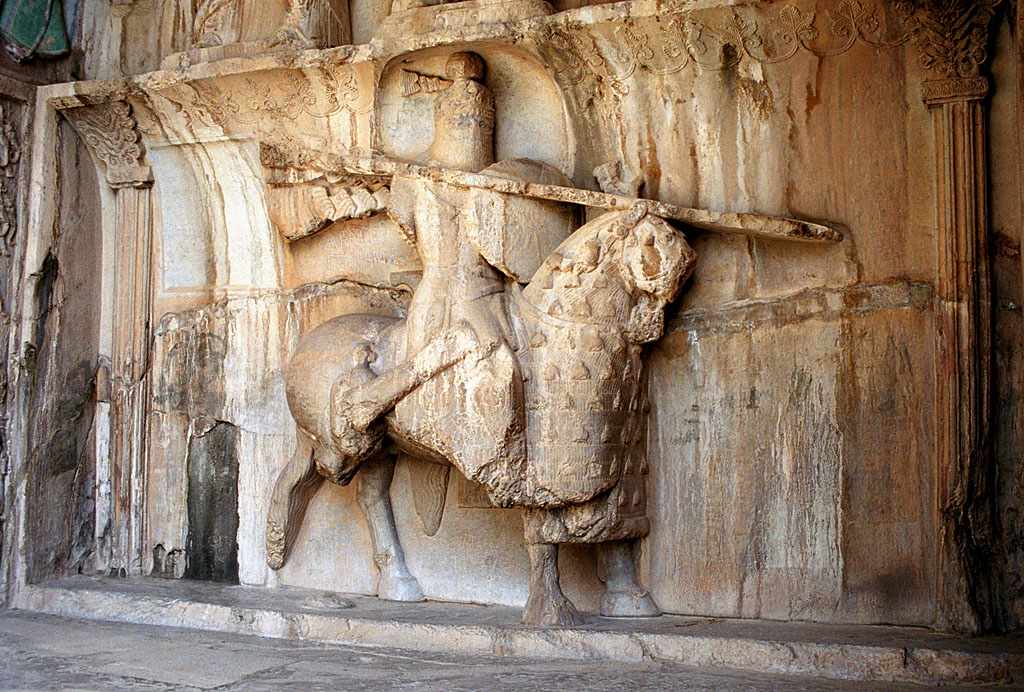
Rilievo di Cosroe Parviz a cavallo presso Taq-e Bostan

Shabdiz (شبديز‎, lett. "del colore della notte", "nero") era il leggendario stallone nero di Cosroe Parviz, uno dei più famosi re persiani della dinastia sasanide (che regnò dal 590 al 628 d.C.). Shabdiz, che significa "mezzanotte", era considerato il "cavallo più veloce del mondo" secondo l'antica letteratura persiana. Nell'epopoea romantica di Nizami, Cosroe e Shirin, è l'"adorato" cavallo Shabdiz di Cosroe che trasporta in tutta fretta la sua futura sposa, Shirin, per incontrarlo dopo che si è innamorata del ritratto di Cosroe. Fu Barbad, il musico, che attraverso una canzone  - rischiando potenzialmente la sua vita - informò il re della morte di Shabdiz.